# Трарьё, Габриэль
Габриэль Трарьё (фр. Gabriel Trarieux), полное имя Камиль Людовик Габриэль Трарьё д’Эгмон (Camille Ludovic Gabriel Trarieux d’Egmont; 17 декабря 1870, Бордо — 1 марта 1940, Монте-Карло) — французский писатель, поэт и драматург; теософ, автор книг по эзотерике.

## Биография
Сын Людовика Трарьё (1840—1904), сенатора от Жиронды министра юстиции, основателя Лиги прав человека и Камиллы Фор (Camille Faure). Когда семья переехала в Париж, Габриэль учился в лицее Кондорсе, где подружился с будущим художником Морисом Дени, затем на факультете филологии и права Сорбонны. В 20 лет опубликовал свой первый сборник стихов (1891).
С июня 1896 г. по октябрь 1897 г. редактировал вместе с Морисом Пужо художественный журнал-обозрение «L’Art et la vie» («Искусство и жизнь», основан в 1892), а позже — с Морисом Безнаром журнал «Обзор драматического искусства» (фр. Revue d’art dramatique, 1897—1900). Также публиковал свои обзоры в других изданиях, в частности, серию исследований Ибсена, Бьёрнсона, Гауптмана и Толстого.
Сочинял пьесы для театра, которые пользовались успехом. Как автор пьесы, по которой был поставлен спектакль в 3-х действиях «Алиби» (фр. L’Alibi) в театре Одеон в 1908 году, был удостоен Приза Эмиля Ожье. Эдуард Шюре сравнивает его с Акселем де Вилье и с театром Метерлинка, в котором «благородное человеческое искусство ищет свой храм, возвышающийся над вульгарной публикой, где правит унизительная массовая культура, следующая за модой».
После Первой мировой войны, во время которой Трарьё служил капитаном артиллерии, он отдалился от театра, увлёкшись изучением теософии и астрологии так успешно, что публикации в этой области его прославили. В 1929 году опубликовал сонеты о знаках зодиака в эзотерическом журнале «L’Astrosophie», издававшемся Фрэнсисом Ролт-Уилером. В 1931 году — книгу «Что следует знать об оккультизме», за которой последовали другие работы по эзотерике. Также сочинял романы и перевёл с английского две книги в 1933 и 1937 годах: издание 1879 года «Свет Азии» Эдвина Арнольда и труд 1935 года «Мистическая каббала» оккультистки Дион Форчун.
Как последователь Е. Блаватской, считал, что первое посещение Земли инопланетными существами произошло восемнадцать миллионов лет назад, когда на нашу планету явились «Властелины Огня», чтобы способствовать наступлению более цивилизованной жизни на планете.
В 1937—1939 годах занимался предсказаниями насчёт мировой астрологии. В своём «Очерке военных прогнозов» (Essai de prévisions sur la guerre) называл дату конца начавшейся войны в марте 1940 года — месяц, когда наступила его собственная смерть.

## Творчество
Поэзия
- «Конфитеор: Арабески. Ритурнель влюблённых. Весталки. Откровение Иоанна Богослова» / Confiteor : Les Arabesques. La Ritournelle des amoureux. Les Vestales. Révélation de Saint-Jean, le théologien, 1891
- «Песня блудного сына» / La Chanson du prodigue, 1892
- «Уход жизни» / La Retraite de vie, 1894
- «Кубок Туле» / La Coupe de Thulé, 1896
- «Портик» / Le Portique, 1909
- «Ночи и дни» / Les Nuits et les Jours, 1929

Театральные пьесы
- «Сон Спящей Красавицы» / Le Songe de la Belle au Bois, сказка в пяти действиях, 1892; скан
- «Апрельская ночь на Кеосе» / Nuit d’avril à Céos, спектакль в 1 действии, 1894; скан
- «Сын Дона Жуана» / Le Fils de Don Juan, пьеса в 2-х действиях, 1896
- «Побеждённые. Иосиф Аримафейский» / Les Vaincus. Joseph d’Arimathée, драма в 3-х действиях, 1898. Эту пьесу авторы ЕЭБЕ посчитали «антисемитской»[6].
- «Пигмалион и Дафна» / Pygmalion et Daphné, в 1 действии, 1898
- «О звёздной вере» / Sur la foi des étoiles, в 3-х действиях, 1900
- «Побеждённые. Гипатия» / Les Vaincus. Hypatie, в 4-х действиях, 1900
- «Деревенская война» / La Guerre au village, в 3-х действиях, 1903
- «Юные провинциалки» / Les Petites Provinciales, в 1 действии, 1904
- «Побеждённые. Савонарола» / Les Vaincus. Savonarole, в пяти действиях, 1906
- «Заложник» / L’Otage, в 3-х действиях, 1907
- «Алиби» / L’Alibi, в 3-х действиях, 1908. В русском переводе Е. В. Кашперовой 1909 года — «Жажда любви»[7]. По пьесе был снят французский одноимённый фильм немого кино «Alibi» (1914).
- «Долг» / La Dette, в 3-х действиях, 1909
- «Однажды вечером» / Un soir, в 3-х действиях, 1910
- «Заблудшая овца» / La Brebis perdue, в 3-х действиях, 1911
- «Побег» / L’Escapade, в 3-х действиях, 1912

Театральная критика
- «Фонарь Диогена: заметки о театре» / La Lanterne de Diogène : notes sur le théâtre, 1902; скан

Романы
- «Эли Грёз» / Élie Greuze, 1907
- «Объятия» / L'Étreinte, 1931
- «Заблудшие» / Les Égarés, 1932
- «Монте-Карло» / Monte Carlo, 1933

Эзотерические труды
- «Что нужно знать об оккультизме» / Ce qu’il faut connaître de l’occultisme, 1931
- «Прометей, или Тайна человека» / Prométhée ou le Mystère de l’homme, 1935
- «Тирс и крест, очерк о христианском эзотеризме» / Le Thyrse et la Croix, essai sur l'ésotérisme chrétien, 1936
- «Каким будет 1938 год? Год трудных перемен с последующей диктатурой» / Que sera 1938 ? Année de transition difficile en attendant la dictature prochaine, 1937
- «Каким будет 1939 год? Год пасмурно-неопределённый, с улучшением» / Que sera 1939 ? Année trouble, incertaine, avec redressement, 1938
- «Загробная жизнь» / La Vie d’outre-tombe, 1938
- «Очерк военных прогнозов» / Essai de prévisions sur la guerre, 1939